# Mamoun Elyounoussi
 (août 2016).
Si vous disposez d'ouvrages ou d'articles de référence ou si vous connaissez des sites web de qualité traitant du thème abordé ici, merci de compléter l'article en donnant les références utiles à sa vérifiabilité et en les liant à la section « Notes et références ».
Mamoun Elyounoussi, né le  23 juin 1987 à Amsterdam (Pays-Bas), est un acteur néerlandais d'origine marocaine.

## Biographie
Mimoun grandit dans la ville d'Amsterdam aux Pays-Bas. Mamoun joue le rôle de Mimoun dans Polleke, et Samir dans Het paard van Sinterklaas et Waar is het paard van Sinterklaas?. Il a été nommé pour le prix du meilleur rôle d'acteur. Son premier film étant majeur remonte en 2009 dans le film Coach.

## Filmographie

### Cinéma
- 2003 : Polleke : Mimoun
- 2005 : Het paard van Sinterklaas : Samir
- 2007 : Waar is het paard van Sinterklaas? : Samir
- 2009 : Coach : Soukri
- 2011 : Pizza Maffia : Haas
- 2011 : Broeders (film, 2011) : Hakim
- 2012 : Doodslag : Achmed
- 2012 : Snackbar : Hamza
- 2014 : Wiplala : serviteur de pizza
- 2015 : Keet & Koen en de Speurtocht naar Bassie & Adriaan : Agent Pim
- 2016 : Prédateur (Prooi) de Dick Maas

### Séries télévisées
- 2006 : Sesamstraat : soi-même
- 2008 : We gaan nog niet naar huis : Ab
- 2008 : Roes : Omar
- 2011 : Spangas : Benaissa
- 2014 : Expeditie Poolcirkel : soi-même
- 2014 : StartUp : Mo Idrissi
- 2018 : Mocro Maffia : Gladder